# Прокопенко Юрій Тимофійович
Юрій Прокопенко (Прокопенко Юрій Тимофійович) (18.09.1937 — 19.12.2002) — відомий український сатирик та гуморист, у 1987—2002 рр. головний редактор популярного сатиричного журналу «Перець». Автор численних збірок гумору та сатири.

## Біографія
Прокопенко Юрій Тимофійович народився 18 вересня 1937 року у м. Дніпропетровську (Україна).
У 1959 році закінчив факультет журналістики Київського Державного Університету ім. Т.Г.Шевченка.
Працював у багатотиражній пресі, фейлетоністом газети «Вечірній Київ».
З 1964 року працює у журналі «Перець», фейлетоністом, заввідділу, відповідальним секретарем.
У 1987 році на перших демократичних виборах, що відбулися у редакції журналу «Перець», був обраний головним редактором часопису.
Помер 19 грудня 2002 року, працюючи над черговим числом «Перця». Похований у Києві на Байковому кладовищі.

## Родина
- Дружина: Прокопенко Людмила Дмитрівна (нар.1936 р.) працювала редактором у видавництві "Наукова Думка", нині на пенсії. 
  - Син: Прокопенко Тимофій Юрійович (нар.1967 р.) — журналіст, медіа-експерт, член Національної спілки журналістів України. Онук - Юрко Прокопенко.

## Творчість
За життя вийшли друком 11 книжок гумористичних повістей,оповідань, фейлетонів, та іронічної фантастики:«Азбука слави»(1968); «Детектив про детектив»(1971); «Кришталева мрія»(1972): «Сюрприз»(1976); «Шапка-невидимка»(1976); «Помилка агента»(1976); «Король на хвилину»(1980); «Викрадення з готелю «Конвалія» (у співавторстві) (1981); «Рука мецената» (1984); «Зустріч з прибульцем»(1986): «Встреча с пришельцем» (переклад російською) (1989).Також є автором понад 300 фейлетонів,що друкувалися на сторінках журналу «Перець» та інших періодичних видань.
Писав українською, проте твори перекладено багатьма мовами світу - гуморески та сатиричні мініатюри друкувалися російською, польською, болгарською, чеською, словацькою, угорською, естонською, вірменською, грузинською, англійською та інш.
Член Національної Спілки Письменників України та Національної спілки журналістів України.Заслужений журналіст України.
Лауреат Літературної премії імені Остапа Вишні.